# Cal Baró de Canyelles
Cal Baró de Canyelles és un monument del municipi de Vilanova i la Geltrú (Garraf) protegit com a bé cultural d'interès local.

## Descripció
Edifici de grans dimensions i planta irregular. Presenta una estructura arquitectònica característica dels casals que combinen les dependències pròpies de l'activitat agrícola, a la planta baixa, amb una planta noble que encara conserva, en aquest cas, elements d'interès com mobiliari, motllures, etc. La construcció incloïa també un passadís subterrani, actualment tapiat, que comunicava amb el Castell de la Geltrú.
Exteriorment la façana presenta dos cossos de diferent alçada. El de l'esquerra és més baix i té, a la planta baixa, una porta d'arc de mig punt realitzada amb grans dovelles. Al primer pis hi ha un balcó amb barana de ferro i peanya amb peces de ceràmica a la part inferior. Cinc obertures de mig punt ocupen les golfes, que estan coronades amb una cornisa de gran volada de teula i maó. Hi ha una fornícula amb la imatge del Sagrat cor (1925).
Al cos de la dreta hi ha una porta d'arc escarser, un balcó al primer pis i una obertura rectangular al segon.

## Història
Documentat des del segle xv. El segle xviii va passar a ser la residència dels barons de Canyelles, que anteriorment habitaven el castell de Canyelles. Posteriorment, ja entrat el segle xix, va ser propietat de la família Raldiris. L'any 1863 Salvador Raldiris va cedir l'edifici per a la instal·lació d'escoles públiques i aquell mateix any es va obrir el carrer que porta el seu nom per comunicar la plaça del Sagrat Cor amb el carrer de la Unió.
Actualment és un habitatge unifamiliar, propietat de la família Riba.